# えき☆スタ発
えき☆スタ発（えきすたはつ）は2003年3月31日から2008年3月28日まで放送されていた、北海道文化放送（uhb）の情報番組。
2006年10月から2007年3月までの間は土曜日にも「えき☆スタ発土曜版」として放送された。

## 概要
札幌ステラプレイス1階の札幌駅東コンコースに面した場所にあったサテライトスタジオ「えき☆スタ」から公開生放送されていた。地元の話題や、UHBスーパーニュースの予告、北海道旅客鉄道（JR北海道）の特急の空席状況などを放送していた。
2008年3月31日からは『えきニジ』と改題し放送時間を繰り上げてリニューアルした。

## 放送時間
平日（祝日は休止）
- 16:25 - 16:55（2003年3月31日 - 2006年9月）
- 15:30 - 16:00（2006年10月 - 2007年3月）
- 15:00 - 16:00（2007年4月[1] - 2008年3月28日）

土曜版
- 12:00 - 12:25（2006年10月 - 2007年3月）

## 出演者
MC（終了時）
- 加藤寛[1]（全曜日担当）
- 遠藤麗奈（月 - 木曜日担当）
- 石橋佳奈[1]（金曜日担当、この他にレポーターとして水曜日を担当）

リポーター（終了時）
- 箕輪直人（月・木曜日担当）
- 渡辺香奈子（火曜日担当）
- 古家正亨（金曜日担当）
- BLuck（金曜日担当）

過去
- 竹中美彩（月・火・水曜日担当、以前は全曜日担当）
- 宇野章午（木・金曜日担当）
- 鈴木亜希子（月曜日担当）
- 水野悠希（水・木曜日担当）
- 及川夕依（土曜日担当）（2006年10月 - 2007年3月）
- 宮崎奈緒美
- 近田誉（月・火曜日担当）（2007年4月[1] - 2007年9月）

## 備考
- 番組内で、「ハピふる!ショッピング ファイヤー!バイヤー!!」- 「ハピふる!」の通販コーナー（月 - 金11:10-11:18、フジテレビ）が放送されていた。
- 同時間帯に、放送場所から南方へ100m程離れた地点（南口広場）においてSTVのどさんこワイド180の生中継が行われている。